# 청주상당도서관
청주상당도서관(淸州上黨圖書館)은 대한민국 충청북도 청주시 상당구 수동 소재의 시립 도서관이다.

## 연혁
- 2010년 3월 18일 개관.

## 이용 안내
이용 시간
- 아동,모자열람실/디지털자료실/정기간행물실: 매일 09:00~18:00
- 종합자료실/성인학습실: 평일 09:00~22:00 / 토·일요일 09:00~18:00

휴관일
- 매주 월요일
- 공휴일